# 윤의섭 (조선귀족)
윤의섭(尹毅燮, 1912년 3월 8일 ~ 1966년 2월 25일)은 일제강점기의 조선귀족으로, 본관은 해평, 본적은 경성부 종로구 계동정이다. 아명은 윤송무(尹松茂)이며 후작 윤택영의 차남이다.

## 생애
1934년 3월 경성공립제1고등보통학교를 졸업했다. 1935년 10월 자신의 아버지인 윤택영이 받았던 후작 작위를 승계받았으며 1939년 11월 조선유도연합회 참사로 활동했다. 1940년 일본 기원 2600년 축전에 초대받은 것을 계기로 일본 정부로부터 기원 2600년 축전 기념장을 받았으며 1941년 6월 2일 일본 정부로부터 종4위에 서위되었다. 1943년 7월 17일에 열린 중일 전쟁 및 태평양 전쟁 전몰 장병 추도회에서 조선귀족회 대표로 참석했고 1943년 12월 7일에 열린 조선귀족회의 장행회에도 참석했다.
민족문제연구소의 친일인명사전 수록자 명단의 수작/습작 부문, 친일반민족행위진상규명위원회가 발표한 친일반민족행위 705인 명단에 포함되었다.

## 가족 관계
- 증조부: 윤용선(尹容善, 1929년 ~ 1904년)
  - 조부: 윤철구(尹徹求)
    - 백부: 윤덕영(尹德榮, 1873년 ~ 1940년 10월 18일)
    - 아버지: 윤택영(尹澤榮, 1876년 ~ 1935년)
      - 형: 윤홍섭(尹毅燮)
      - 누이: 순정효황후 윤씨
      - 매부: 대한제국 황제 순종
      - 누이: 윤희섭
      - 매부: 유억겸 연세대총장, 내무부장관, 아버지 유길준

## 참고자료
- 친일반민족행위진상규명위원회 (2009). 〈윤의섭〉. 《친일반민족행위진상규명 보고서 Ⅳ-11》. 서울. 314~318쪽.